# Зелёная политика

Подсолнух используется как символ зелёных партий и движений

Зелёная поли́тика — политическая идеология, направленная на создание экологически устойчивого общества. Основными принципами зелёной политики являются энвайронментализм, ненасилие, социальная справедливость и народная демократия. Формирование явления началось в 1970-е годы, в настоящее время[когда?] зелёные создали собственные партии во многих странах мира и достигли определённого успеха у избирателей.
Политический термин «зелёные» появился в Германии (нем. Grün) благодаря альянсу экологически ориентированных партий в конце 1970-х годов. В качестве альтернативного названия в Европе также использовался термин «политическая экология», однако впоследствии он потерял политическое значение и стал означать только научное направление.
Сторонники зелёной политики разделяют многие идеи, относящиеся к экологии, сохранению окружающей среды, энвайронментализму, феминизму и пацифизму. Помимо вопросов народовластия и экологии зелёная политика уделяет внимание вопросам гражданских свобод, социальной справедливости, ненасилия, частично — локализма, и в целом склоняется к прогрессивизму. Это позволяет относить зелёные партии к сторонникам левой идеологии.
Зелёная политика имеет связи с другими экологическими политическими идеологиями, включая экосоциализм, экоанархизм и экофеминизм. Отнесение данных политических течений к зелёной политике, однако, остается предметом споров.
По мере развития зелёной политики как левой идеологии появились её антиподы среди правых. При в целом противоположных политических взглядах, в основу таких движений, как зелёный консерватизм, экокапитализм и экофашизм, также положены экологические идеи.

## Ключевые принципы
По мнению британского зелёного Дерека Уолла (англ. Derek Wall), зелёную политику определяют четыре столпа, принятые немецкой партией Зелёных в 1979—1980 годах:
- экология;
- социальная справедливость;
- народная демократия;
- ненасилие.

В 1984 году в США эти четыре столпа были расширены до Десяти ключевых ценностей, в которые, помимо приведённых выше, вошли:
- децентрализация;
- локальность экономики;
- пост-патриархальные ценности;
- уважение разнообразия;
- глобальная ответственность;
- взгляд в будущее.

В 2001 году, с появлением Глобальных зелёных, в Глобальной хартии Зелёных были определены новые четыре принципа:
- экологический здравый смысл;
- партисипативная демократия;
- ненасилие;
- экологическая устойчивость.

## Политические партии зелёных
Движения зелёных призывают к социальным преобразованиям для сокращения злоупотребления природными ресурсами. Они включают как низовые неправительственные организации наподобие Гринпис, так и партии зелёных:
- Австралийская партия зелёных
- Зелёные (Австрия)
- Зелёная партия Англии и Уэльса
- Зелёные Андорры
- Белорусская партия «Зелёные»
- «Зелёные!», «Эколо» (Бельгия)
- «Политика может быть другой» (Венгрия)
- Союз 90/Зелёные (Германия)
- Экологические зелёные (Греция)
- Красно-зелёная коалиция (Дания)
- Социалистическая народная партия (Дания)
- Консервативная народная партия (Дания)
- Альтернатива (Дания)
- Ха-Тнуа ха-йерука (Израиль)
- Лево-зелёное движение (Исландия)
- Федерация зелёных (Италия)
- Латвийская зелёная партия
- «Зелёные» (Люксембург)
- Демократическое обновление Македонии
- Зелёная экологическая партия Мексики
- «Зелёные левые» (Нидерланды)
- Партия зелёных Новой Зеландии
- «Зелёные» (Польша)
- Экологическая партия «Зелёные» (Португалия)
- Российская экологическая партия «Зелёные» (Россия)
- Партия зелёных Украины
- Зелёные Словении
- Партия зелёных (США)
- «Зелёный союз» (Финляндия)
- Европа Экология Зелёные (Франция)
- Экологическое поколение (Франция)
- Партия зелёных (Чехия)
- Зелёная партия Швейцарии
- Партия зелёных (Швеция)
- Партия Центра (Швеция)
- Шотландская партия зелёных
- Партия зелёных (Эстония)
- Северный альянс зелёных и левых
- Партия зелёных «Байтак» (Казахстан)